# Alak-jelentés viszony
| jelentés⧹alak                         | egyjelentésű (monoszémia)                           | hasonló jelentésű (poliszémia, tágabb értelemben)        | különböző jelentésű (heteroszémia)                        |
| ------------------------------------- | --------------------------------------------------- | -------------------------------------------------------- | --------------------------------------------------------- |
| egyalakú (mononímia)                  | egyalakú, egyjelentésű szavak J │ A ködmön          | többjelentésű szavak (poliszémia) J ————— J \ / A bak    | azonos alakú szavak (homonímia, álhomonímia) J J \ / A ár |
| hasonló alakú (polinímia; szóhasadás) | alakváltozat J / \ A ————— A fel föl csoda csuda    | jelentésmegoszlás J ————— J │ │ A ————— A csekély sekély | jelentéselkülönülés J J │ │ A ————— A időtlen idétlen     |
| különböző alakú (heteronímia)         | rokonértelmű szavak (szinonímia) J / \ A A öreg vén | mezőkapcsolat J ————— J │ │ A A erős gyenge alma körte   | különálló szavak J J │ │ A A hapci bilincs                |